# Svárovská stávka

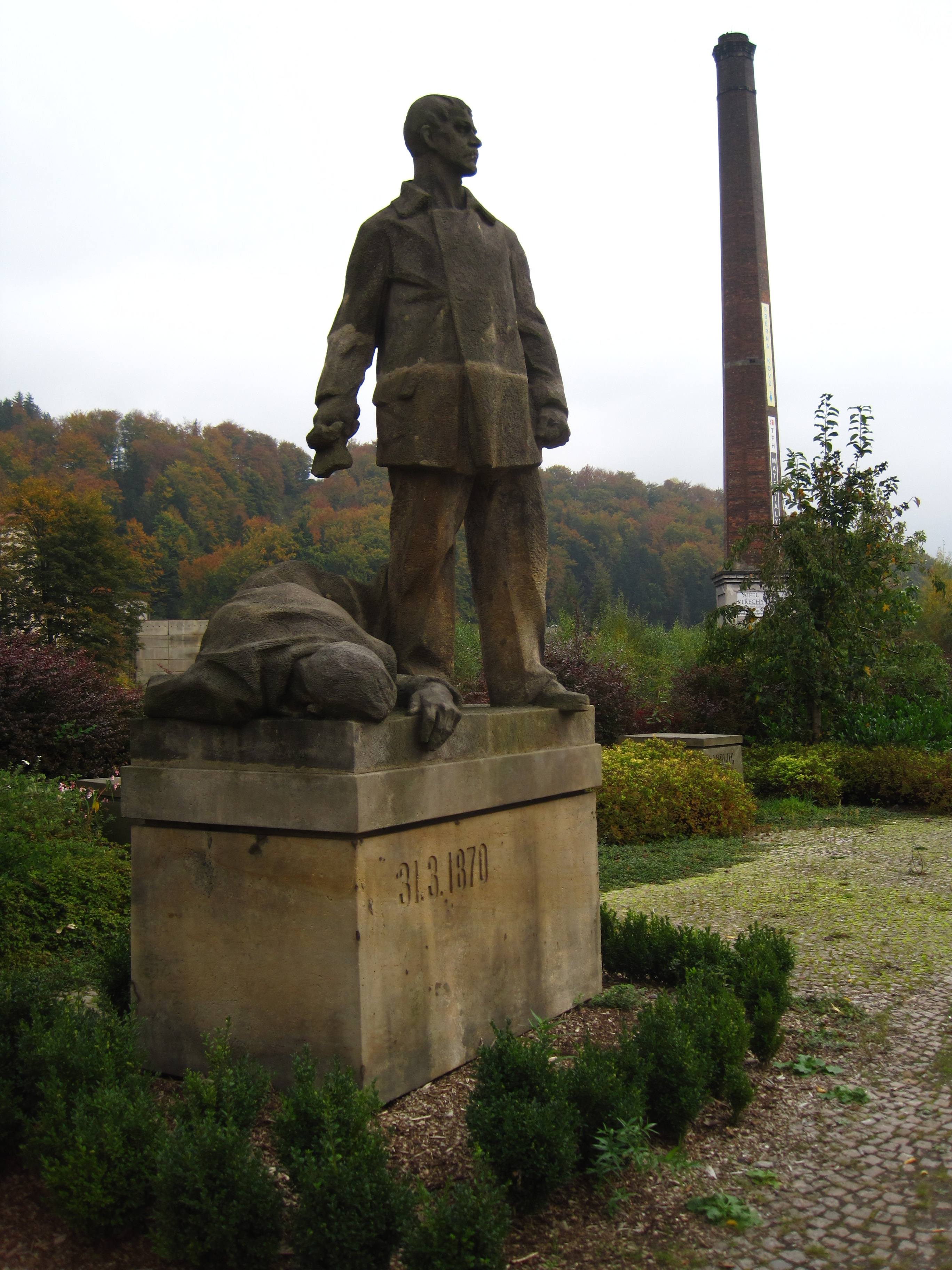
Pomník Svárovské stávky ve Svárově (Velké Hamry)

Svárovská stávka se odehrála 31. března 1870 ve Svárově, který je dnes součástí města Velké Hamry na Jablonecku. Dělníci zaměstnaní v místní textilní továrně při ní protestovali proti snížení mezd. Četníci a vojáci stávku tvrdě potlačili, o život tehdy přišlo sedm lidí.
Na památku obětí byl v roce 1963 postaven Památník Svárovské stávky od sochaře Vladimíra Kýna, který je chráněn jako kulturní památka České republiky (dříve byl národní kulturní památkou, tento stupeň ochrany však byl v roce 1995 zrušen). Kromě sousoší dvou dělníků je jeho součástí pamětní deska a sedm památníků se jmény zastřelených, mezi nimiž je i devítiletý chlapec.
Oběti byly pohřbeny na hřbitově v Držkově.

## Průběh událostí

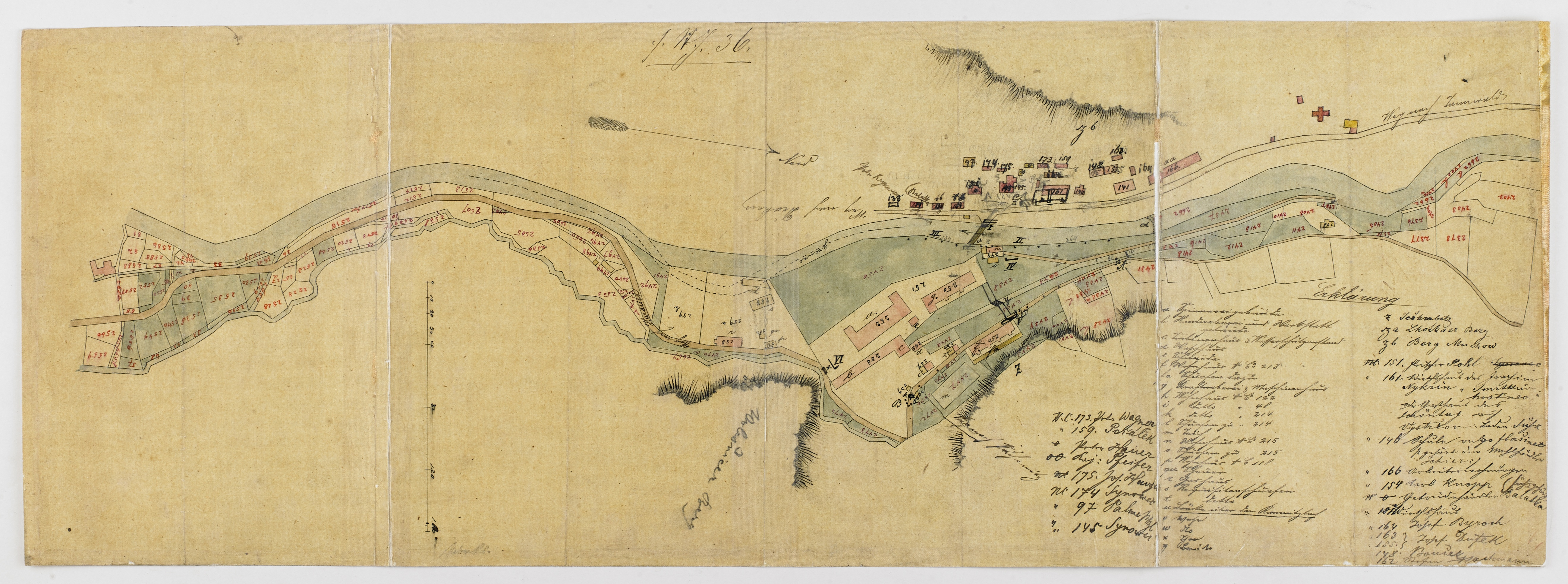
Plánek okolí Tanvaldu kde proběhla Svárovská stávka. Dokument ze spisu "Proces s účastníky svárovské stávky 1870", fond: Krajský soud Mladá Boleslav (SOA Praha)

Již v polovině ledna 1870 se ředitel svárovské továrny, která patřila průmyslníkovi Johannu Liebiegovi, rozhodl snížit zaměstnancům o 10% mzdy. Podle spisovatele Miroslava Hlaváče tak učinil proto, aby vyřešil své špatné hospodaření a podvody.
Asi 1200 svárovských dělníků zareagovalo stávkou. K řediteli závodu Václavu Palmemu vyslali delegaci. Ten ale místo vyjednávání požádal okresního hejtmana v Jablonci o okamžité posily četnictva a vojenskou asistenci. Do Svárova přišlo dne 31. března nad ránem znovunastolit řád 180 mužů.
Odpoledne téhož dne se před továrnou sešlo asi dva tisíce dělníků, kteří během klidné demonstrace přednesli své požadavky. Vojáci a četníci ji přesto začali rozhánět, proti dělníkům šli s nasazenými bajonety. Generální vojenské velitelství v Praze poslalo do Svárova dalších asi 360 mužů. Mezitím zastavili dělníci práci v dalších továrnách v okolí, v Tanvaldu a Smržovce. Také oni, celkem jich bylo více než tři tisíce, se vydali do Svárova. Když usilovali o vstup do místní továrny a jednání s jejím vedením, hejtman Wolter vyzval své muže k akci. S bodáky se obrátili proti dělníkům, později dostali od nadporučíka Karla Trinkera rozkaz střílet. Do řad ustupujících dělníků vojáci bez varování vypálili několik desítek střel. Na místě zůstalo mnoho raněných. Šest dělníků a jednoho chlapce, jehož zasáhla zbloudilá střela v domě jeho rodičů, stála svárovská stávka život. Oběti byly uloženy do dvou narychlo sbitých beden a odvezeny do Držkova, kde byla jejich těla pohřbena.
Baron Liebig byl v době stávky ve Svárově následkem mrtvice již dva roky upoután na invalidní vozík. Čtyři měsíce po ní zemřel ve věku 68 let na svém zámku ve Smiřicích. V řízení firmy pokračovali jeho potomci.
Soudní vyšetřovací spis "Proces s účastníky svárovské stávky 1870" je uložen ve Státním oblastním archivu v Praze, v oddělení fondů veřejné správy.

## Oběti

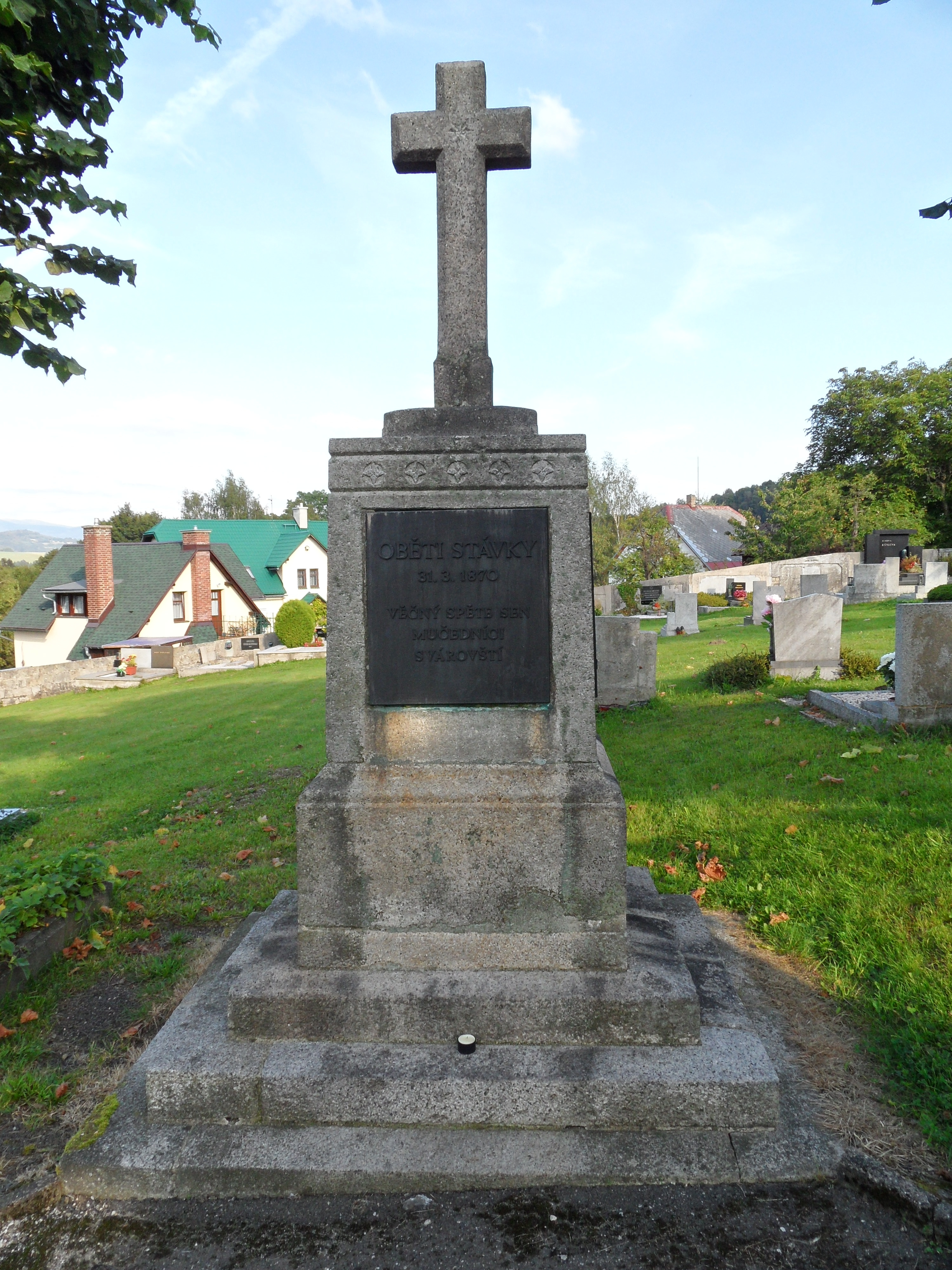
Kříž na památku obětí na hřbitově v Držkově

- František Bartel z osady Popelnice, spadající pod Šumburk nad Desnou[4]
- Josef Linhart ze Smržovky[4]
- Jáchym Fišer z Dolního Hamru (dnes Velké Hamry)
- Josef Pavlata z Horního Hamru (dnes Velké Hamry)[5]
- František Duňka z Držkova[6]
- Pavlína Linková, 16 let[7]
- Ludwig Süss, 9 let[8]

## Ve filmu
Režisér Karel Kachyňa natočil v roce 1974 podle knihy Alfreda Technika příběh o jedné z obětí stávky s názvem Pavlínka.